# Новопетриківка
Новопетрикі́вка — село Старомлинівської сільської громади Волноваського району Донецької області України.

## Загальні відомості
Село розташоване на лівому березі р. Мокрі Яли. Відстань до райцентру становить понад 28 км і проходить автошляхом Т 0518. Землі села межують із територією с. Надійне Розівського району Запорізької області.
Сільській раді були підпорядковані ще поселення Георгіївка, Малий Керменчик, Ялинське.

## Історія

### Заснування
Новопетриківка, з її мальовничими краєвидами і багатою історією, є свідком життя людей ще з часів доби бронзи. Це підтверджують 18 курганів, розкиданих по території села.
Саме ж село засноване у 1810—1812 роках, коли за наказом царського уряду через нестачу землі сюди переселили частину козацького населення Петриківки Новомосковського повіту Катеринославській губернії. Тому нове поселення і отримало назву — Новопетриківка.
Незважаючи на досить пізнє заснування (1810—1812 роки), село мало типове розпланування, відоме з історичних часів України. По низу, біля річки Мокрі Яли, розташували леваду, де садовили капусту. Так легше було упоратися з поливами. За левадами були городи помешкань і хати селян. За селом на пагорбах — поле для зернових, ферми з худобою, стайні. Подібне розпланування збережено і донині.
У 1859 році в Новопетриківці, яка входила до складу Олександрівського повіту, було 280 дворів. Кількість населення становила 1731 селян: 875 чоловіків та 856 жінок. Село мало православний молитовний будинок.
У 1886 році в селі налічувалося вже 349 дворів, у яких мешкало 2590 жителів. Воно мало церковно-приходську школу та 2 крамниці.
У 1897 році населення Новопетриківки становило вже 3277 мешканців.
У 1909 р. на території села двічі на місяць (1 та 15 числа) відбувалися ярмарки, з 1914-го Маріупольська повітова земська управа дозволила проводити ярмарки щотижня (по четвергах).
У 1911 році в Новопетриківці налічувалося 620 дворів. Населення становило 4358 осіб: 2244 чоловіків та 2114 жінок. На території села мешкало 837 землевласників з наділами по 6,3 десятин.
У 1914 році населення села складало 5340 мешканців, з них 481 чол. - особи шкільного віку.
Село мало однопрестольну церкву, збудовану на честь Святого Великомученика Георгія Побідоносця у 1862 році за кошти парафіян. Церква була до половини з дикого каменю, а верхня половина, включаючи дзвіницю, - дерев'яною. Тривалий час священником у церкві служив Микола Ілларіонович Дмитрієв - законовчитель земської та церковно-парафіяльної шкіл, духівник вдов, кавалер Ордену Святої Анни 3 ст (1904). Після його смерті на посаду заступив Павло Іванович Петров.  Дияконом при церкві служив Федір Терентійович Біянтовський. Псаломщиком - Симеон Михайличенко. Церковним старостою (з 1910 р) -  Тимофій Комарницький. Церква, яка належала до 2-го благочинного округу Маріупольського повіту, мала у власності  117 десятин землі. У 1913 році тут налічувалося 4073 прихожанина.
У 1914 році розпочалася Перша світова війна, сотні уродженців Новопетриківки мобілізовано до Російської імператорської армії.

### За часів СРСР

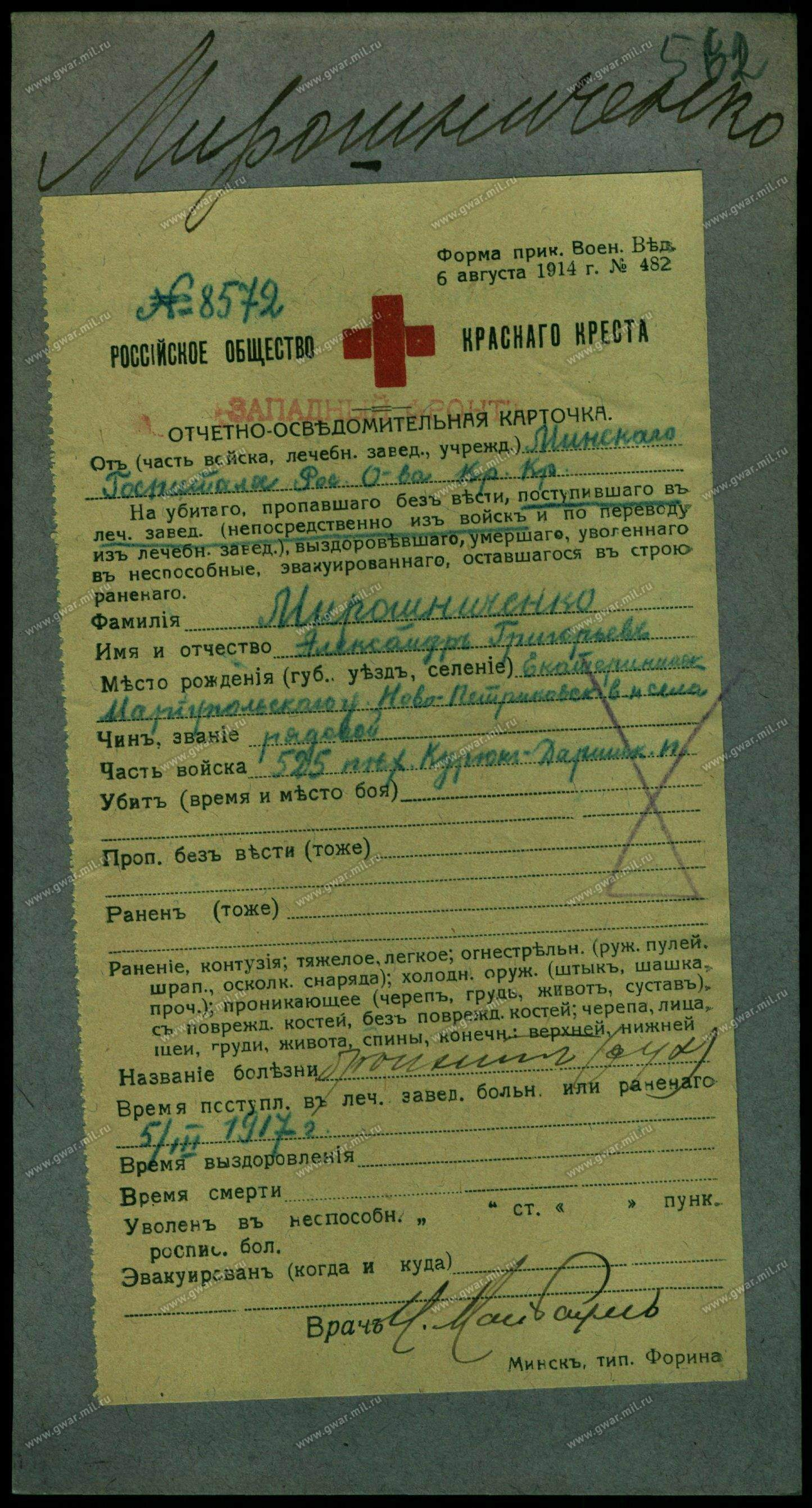
Картотека втрат Першої світової війни

У жовтні 1918 року в Новопетриківці створено партизанський загін, який вів боротьбу проти австро-німецьких військ і білогвардійців. Загін налічував 20 бійців, командиром був С. І. Нешко. 25 грудня 1918 року партизани залишили Новопетриківку під натиском переважаючих сил противника. Білогвардійці обстріляли село з кулеметів, узяли з населення контрибуцію у сумі 130 тис. крб. і оголосили мобілізацію в армію, визначивши строк до 1 січня 1919 року.
1 січня стався бій, внаслідок якого партизани відбили напад противника. У лютому 1919 року новопетриківський повстанський загін влився до складу 9-го Задніпровського Радянського полку. Боєць Заволзького стрілецького полку К. X. Продан (мешканець Новопетриківки) у лютому 1919 року нагороджений орденом Червоного Прапора. 20 липня 1920 року організовано КНС (голова — А. Ю. Налєсний). В січні 1921 року створено партосередок. Сільськогосподарська артіль ім. Артема створена у 1923 році.
Згідно з результатами подворового перепису Донецької губернії, проведеного у січні-лютому 1923 року, у Новопетриківці налічувалося 616 господарств. Кількість населення становила 3485 осіб: 1644 чол. і 1841 жін. Село мало у своєму розпорядженні 6480 га орної землі, 14 га сінокосів. На території села діяли 4 школи. Функціонували 8 вітряних млинів, 3 маслобійних заводи, 7 кузнь.
У Новопетриківці, як і в багатьох інших селах, прихід радянської влади був сприйнятий прохолодно. Протест проти радянських реформ був дуже вираженим. Місцеві жителі активно виступали проти колективізації, індустріалізації, закриття церков і зняття дзвонів.
Так, у с. Новопетриківці Маріупольської округи «під впливом куркулів і двох черниць» були влаштовані демонстрації, на яких зібралося близько 400 осіб. Їхня рішучість та опір не залишилися непоміченими, і у відповідь на це більшовицька репресивна машина застосовувала жорсткі заходи.
З 12 лютого 1930 року колгоспників у СРСР було заборонено законом приймати на працю в містах. Стосувалось це й новопетриківців. Почалося радянське закріпачення селян.
У часи насильницької колективізації велике село було штучно поділене на чотири колгоспи:
- Червоний Сніп
- Червоний Лан
- Червоний Шлях
- Колгосп імені Горького.

Селянам (тепер колгоспникам) не виплачували грошей, а працю фіксували у вигляді трудоднів. Позбавлені вони були й паспортів, що заважали переселенню мешканців з села в міста області. Село отримало електрику лише у повоєнні роки після 1953 року. Будівництво в повоєнні роки йшло з саморобних будматеріалів — саману, а стріхи вкривали очеретом чи соломою, опалення -печами. Близькість до шахт з видобутку кам'яного вугілля пізніше дало можливість перевести опалення на вугілля.
У 1936 році в селі мешкало 3140 жителів.
На території Новопетриківки за радянських часів містилися центральні садиби колгоспів ім. Чкалова, ім. Максима Горького, «Прапор Леніна», за якими було закріплено 10 021 га орної землі.  За трудові успіхи 14 передовиків сільськогосподарського виробництва відзначені урядовими нагородами, в т. ч. орденом Леніна — М. І. Налбат, орденом Трудового Червоного Прапора — 4 особи.
Село розташоване вздовж річки Мокрі Яли. В 20 столітті довжина головної вулиці поселення сягала 12 кілометрів. Село розділене на дві нерівнобічні частини ручаєм, плаский берег якого колись використовували для проведення літніх ярмарків. Поряд з промисловими товарами йшла торгівля виробами ремісників — глиняним посудом, домотканими доріжками, вишитими рушниками, килимами, мальованими на папері тощо.
Під час німецько-радянської війни 1941—1945 років село потрапило в зону німецької окупації. Близько 800 новопетриківців було мобілізовано Радянською владою на боротьбу з окупаційним режимом, 400 з мобілізованих — загинули. 
В центрі села встановлені два монументи та меморіальні таблиці з іменами загиблих.
У період фашистської окупації німецькі війська здійснили розстріл єврейського населення, яке мешкало в Новопетриківці та околицях. На берег Мокрих Ялів поблизу пагорбів "Кручі" фашисти на підводах звезли євреїв та розстріляли ні в чому неповинних людей, не шкодуючи навіть дітлахів.
За часів СРСР у селі було дві школи, де працювало 47 вчителів. Діяв сільський Будинок культури і два сільських клуби, п'ять бібліотек, загальний фонд яких сягав 21 000 томів, 10 різних крамничок.

Працював міжколгоспний комбікормовий завод.

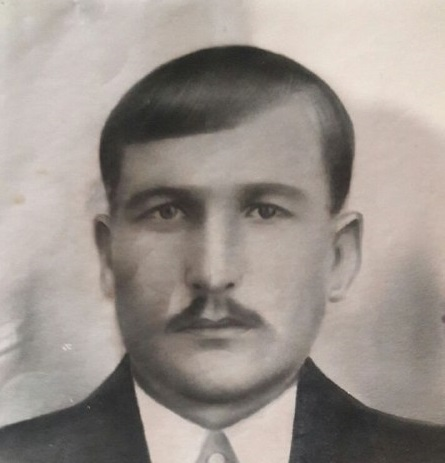
Учасник Першої світової війни новопетриківець Олександр Мірошниченко

Декілька невдалих реорганізацій призвели до об'єднання колгоспів у єдиний імені Чкалова, впровадження у виробництво кукурудзи за часів Хрущова тощо. Колгосп мав ферму, власну стайню, на заплаві вирощував качок. Побудовано клуб. Головну вулицю вкрили асфальтом, що пов'язало поселення із Донецьком та Волновахою та Маріуполем.
Міграція молоді з села почалася в роки освоєння цілинних земель у Казахстані і надання селянам права мати паспорт. Частка родин з села Новопетриківка і їхніх дітей й досі мешкає у Казахстані, розсіяна великими містами України, Росії, Німеччини, Франції.

### Окупація

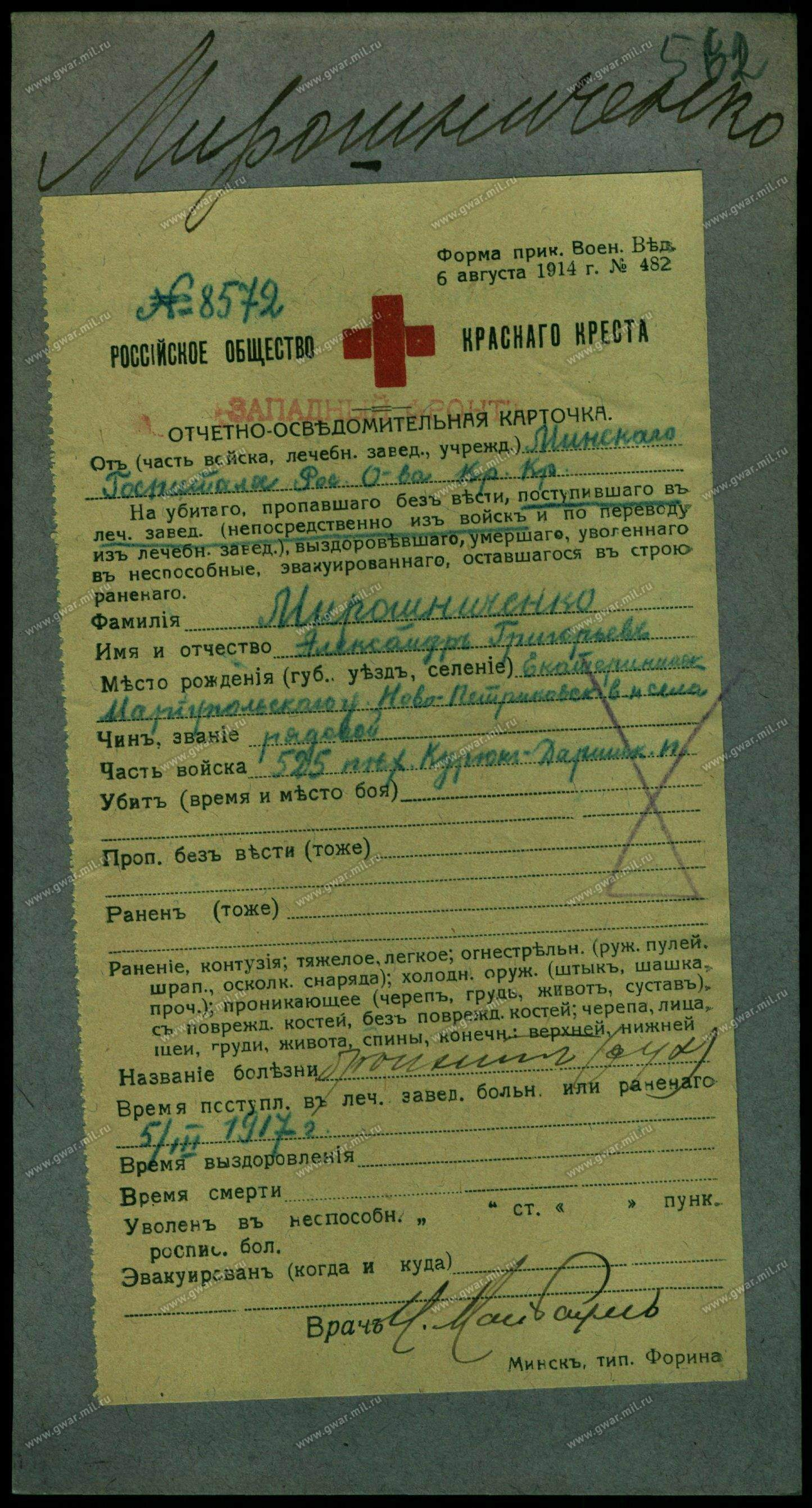
Картотека втрат Першої світової війни

З березня 2022 року село окуповане російськими військами. В ході українського наступу на півдні, на позиціях поблизу Новопетриківки 15 червня 2023 року ракетами HIMARS одночасно знищено три російські 152-мм самохідні гаубиці "Мста-С".
Наприкінці червня 2023 р. поблизу села Збройними силами України знищено пуско-заряджальну установку 9А316 та РПН 9С36 комплексу 9K317 «Бук-М2» (Бук).
На початку жовтня 2023 р. поблизу населеного пункту українські військові знешкодили російський автоматизований комплекс радіоелектронного придушення РБ-301Б “Борисоглібськ-2”.

## Населення
За даними перепису 2001 року населення села становило 2087 осіб, із них 92,53 % зазначили рідною мову українську та 7,47 % — російську.

## Галерея

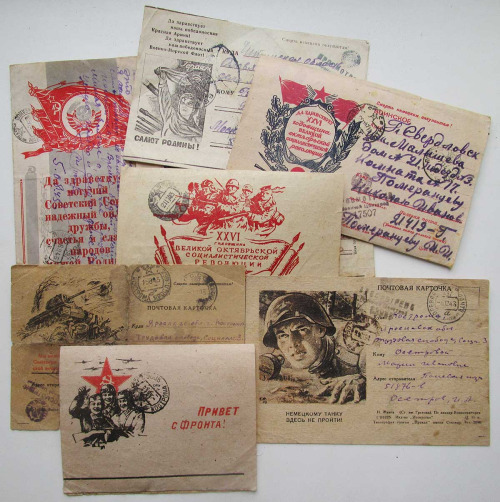
Радянські друковані поштівки часів війни 1941—1945 років

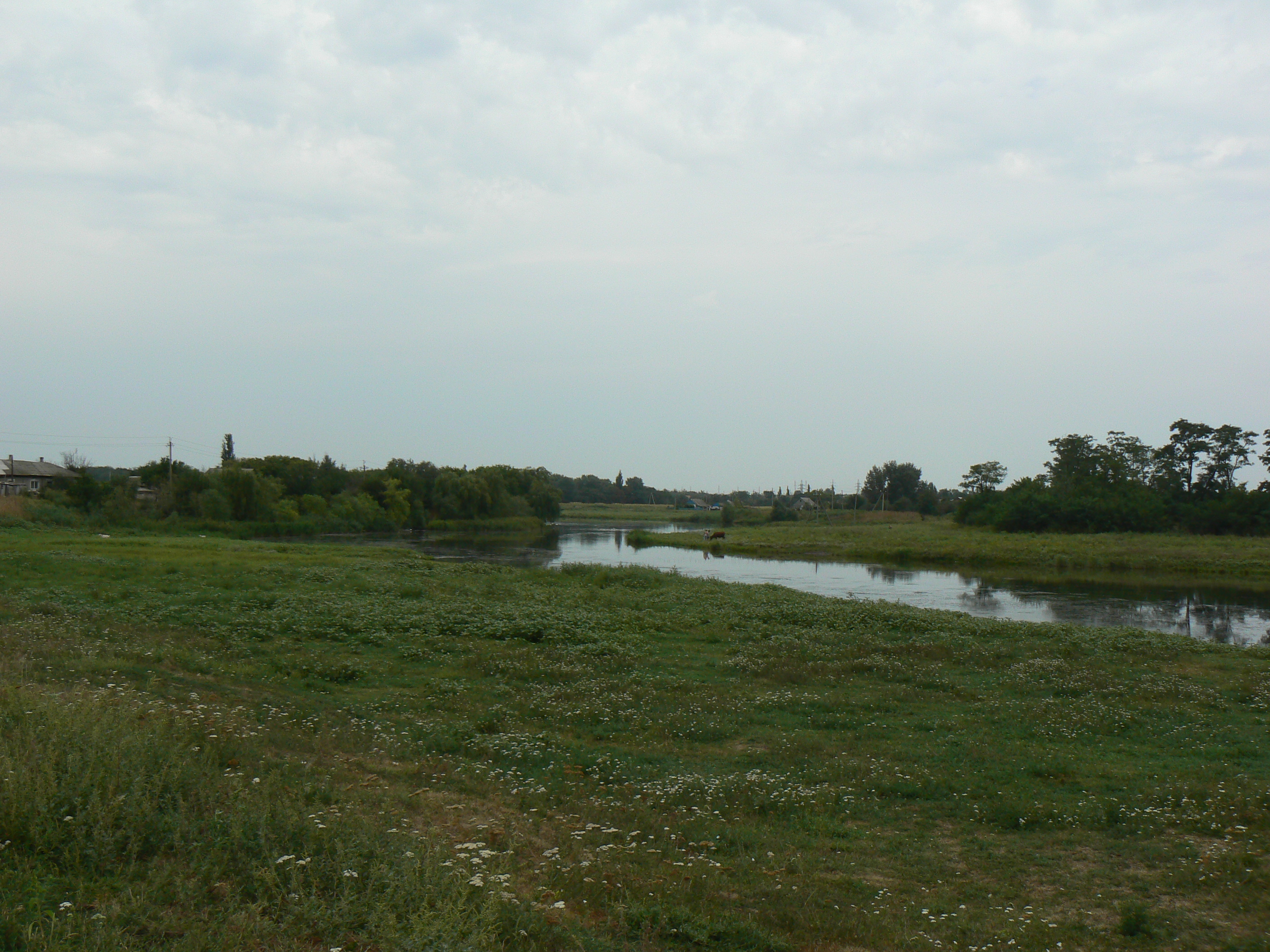
Річка Мокрі Яли, що тече через Старомлинівку та Новопетриківку
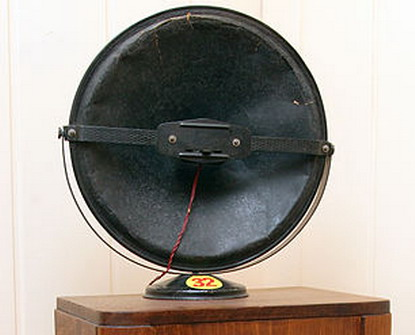
Картонний репродуктор часів війни 1941-1945 років (виробництво 1939 р.), видавався замість відібраних радіоприймачів.
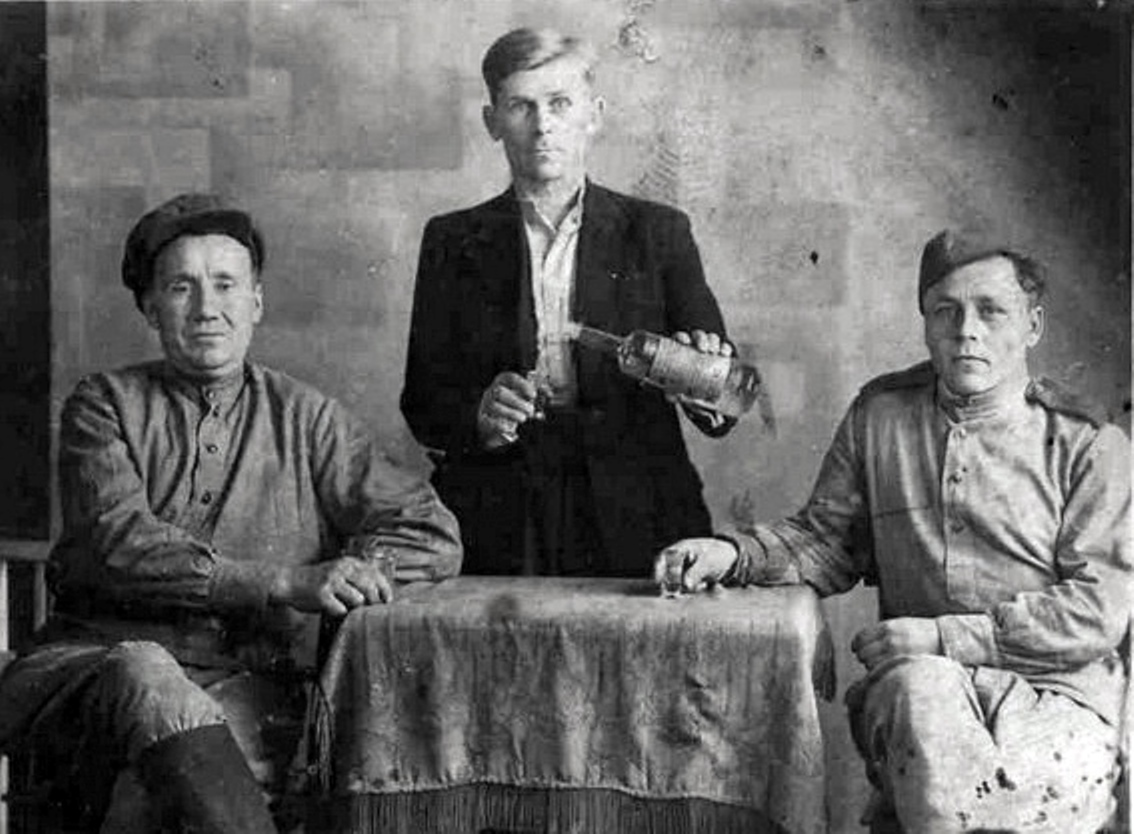
Колишні мешканці села Новопетриківка (світлина 1947 року)
Два ветерани війни на свято (с. Новопетриківка, 1956 рік).
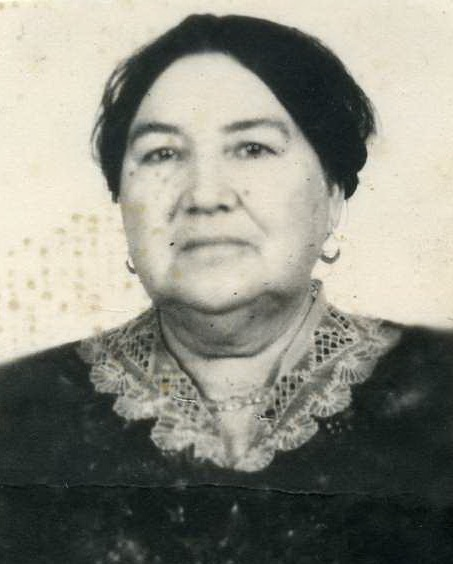
Федора Федорівна Куковінець (мешканка Новопетриківки), що перебралась у Казахстан, мати трьох дітей. Світлина 1960-х років.
Подружжя Костенків: Микола, ветеран війни, колишній сільський коваль та Векла, доярка (світлина 1965 року).
Поховання в селі Новопетриківка, травень 1964 р.